# Manuel Blanco Encalada
Manuel José Blanco y Calvo de Encalada (Buenos Aires, 21 april 1790 – Santiago, 5 september 1876) was een vice-admiraal in de Chileense marine, een politieke figuur, en Chili's eerste (provisionele) president in 1826.

## Biografie
Blanco Encalada werd in Buenos Aires, de toenmalige hoofdstad van het Onderkoninkrijk van de Río de la Plata, geboren als zoon van de Spaanse Manuel Lorenzo Blanco Cicerón en de Chileense Mercedes Calvo de Encalada y Recabarren.  Hij werd in Spanje opgeleid om te dienen in de marine. Later, tijdens de Chileense Onafhankelijkheidsoorlog, sloot hij zich aan bij de Chileense strijdkrachten, waarbij hij met onderscheiding diende onder Thomas Cochrane en opklom tot de rang van vice-admiraal en aanvoerder van de Chileense strijdkrachten in 1825 en deelnam aan de inname van Chiloé. Het jaar daarop werd hij door het Congres verkozen in de nieuw opgerichte functie van president van de Republiek Chili. Hij zou weldra in een strijd verwikkeld geraken met het Congres, dat trachtte een federalistisch systeem te installeren, en trad nog geen twee maanden naar de aanvaarding van het presidentschap weer af.
Later vocht hij mee in de oorlogen tegen de Confederatie van Peru en Bolivia en Spanje (1865–1866). Na de oorlog werd hij gouverneur van de provincie Valparaíso en gezant naar Frankrijk. Hij was ook een actief Vrijmetselaar. Blanco Encalada stierf op 86-jarige leeftijd in Santiago.

## Kabinet
| Kabinet Blanco Encalada                   | Kabinet Blanco Encalada | Kabinet Blanco Encalada        |
| Functie                                   | Naam                    | Termijn                        |
| ----------------------------------------- | ----------------------- | ------------------------------ |
| President                                 | Manuel Blanco Encalada  | 9 juli 1826–9 september 1826   |
| Minister van Bestuur & Buitenlandse Zaken | Ventura Blanco Encalada | 8 maart 1826–20 oktober 1826   |
| Minister van Oorlog & Marine              | José María Novoa        | 8 maart 1826–21 juni 1826      |
| Minister van Oorlog & Marine              | Tomás Obejero           | 21 juni 1826–26 september 1826 |
| Minister of Financiën                     | Manuel José Gandarillas | 8 maart 1826–12 september 1826 |

- Biblioteca Nacional de Chile: 000040865
- Biblioteca Nacional de España: XX1480171
- Bibliothèque nationale de France: cb119568712 (data)
- Gemeinsame Normdatei: 1222996219
- International Standard Name Identifier: 0000 0000 5240 2029
- Library of Congress Control Number: nr99028343
- Nationale Bibliotheek van Israël: 987010649106405171
- SNAC: w6wd8cz5
- Système universitaire de documentation: 157478459
- Virtual International Authority File: 14691390
- WorldCat: E39PBJmHH8BX88qhfyFVxktR8C

Manuel Blanco ·
Agustín Eyzaguirre ·
Ramón Freire ·
Francisco Antonio Pinto ·
Ramón Vicuña ·
Francisco Ruiz-Tagle ·
José Tomás Ovalle ·
Fernando Errázuriz ·
José Joaquín Prieto Vial ·
Manuel Bulnes ·
Manuel Montt ·
José Joaquín Pérez ·
Federico Errázuriz ·
Aníbal Pinto ·
Domingo Santa María ·
Manuel Balmaceda ·
Manuel Baquedano · 
Jorge Montt ·
Federico Errázuriz ·
Aníbal Zañartu ·
Germán Riesco ·
Pedro Montt ·
Elías Fernández ·
Emiliano Figueroa ·
Ramón Barros ·
Juan Luis Sanfuentes ·
Arturo Alessandri ·
Luis Altamirano ·
Pedro Pablo Dartnell ·
Emilio Bello Codesido ·
Arturo Alessandri ·
Luis Barros ·
Emiliano Figueroa ·
Carlos Ibáñez ·
Pedro Opaso ·
Manuel Trucco ·
Juan Esteban Montero ·
Arturo Puga ·
Carlos Dávila ·
Bartolomé Blanche Espejo ·
Abraham Oyanedel ·
Arturo Alessandri ·
Pedro Aguirre Cerda ·
Jerónimo Méndez ·
Juan Antonio Ríos ·
Alfredo Duhalde ·
Vicente Merino ·
Alfredo Duhalde ·
Juan Antonio Iribarren · 
Gabriel González ·
Carlos Ibáñez ·
Jorge Alessandri ·
Eduardo Frei Montalva ·
Salvador Allende ·
Augusto Pinochet ·
Patricio Aylwin ·
Eduardo Frei Ruiz-Tagle ·
Ricardo Lagos ·
Michelle Bachelet ·
Sebastián Piñera ·
Michelle Bachelet ·
Sebastián Piñera ·
Gabriel Boric